# 해양과학기술전문대학원
해양과학기술전문대학원(海洋科學技術專門大學院, Ocean Science and Technology School ; 약칭 OST School)은 한국해양대학교와 해양과학기술 연구기관인 한국해양과학기술원(KIOST)이 공동으로 세계적 수준의 해양과학기술 전문인력 양성하기 위하여 공동으로 설립·운영하는 대한민국 최초의 학연협력 대학원이다. 해양과학기술 분야에서는 아시아 최초인 해양과학기술전문대학원은 한국해양대학교와 한국해양과학기술원이 학연 협력으로 운영하는 해양과학기술융합학과는 2013년 3월 석사과정 20명으로 출발하고 해양관리기술학과는 석사과정 10명으로 운영되며 2014년부터 박사과정을 모집해 석·박사 통합과정으로 운영하는데 공동 운영 취지를 살려 두 기관 겸직 교수제를 도입하였다. 부산광역시 영도구 태종로 727 (동삼동)에 있다.

## 연혁
- 2012년 5월 16일 한국해양연구원과 한국해양대학교간 상호교류 및 협력증진을 위한 약정서 체결
- 2012년 11월 19일 한국해양과학기술원과 한국해양대학교간 해양과학기술전문대학원 공동운영에 관한 기본협약서 체결
- 2013년 3월 해양과학기술전문대학원 개원

## 학과
- 해양과학기술융합학과
- 해양관리기술학과

## 같이 보기
- 과학기술연합대학원대학교
- 분석과학기술대학원